# هربی کین
هربی کین (انگلیسی: Herbie Kane؛ زادهٔ ۲۳ نوامبر ۱۹۹۸) بازیکن فوتبال است.

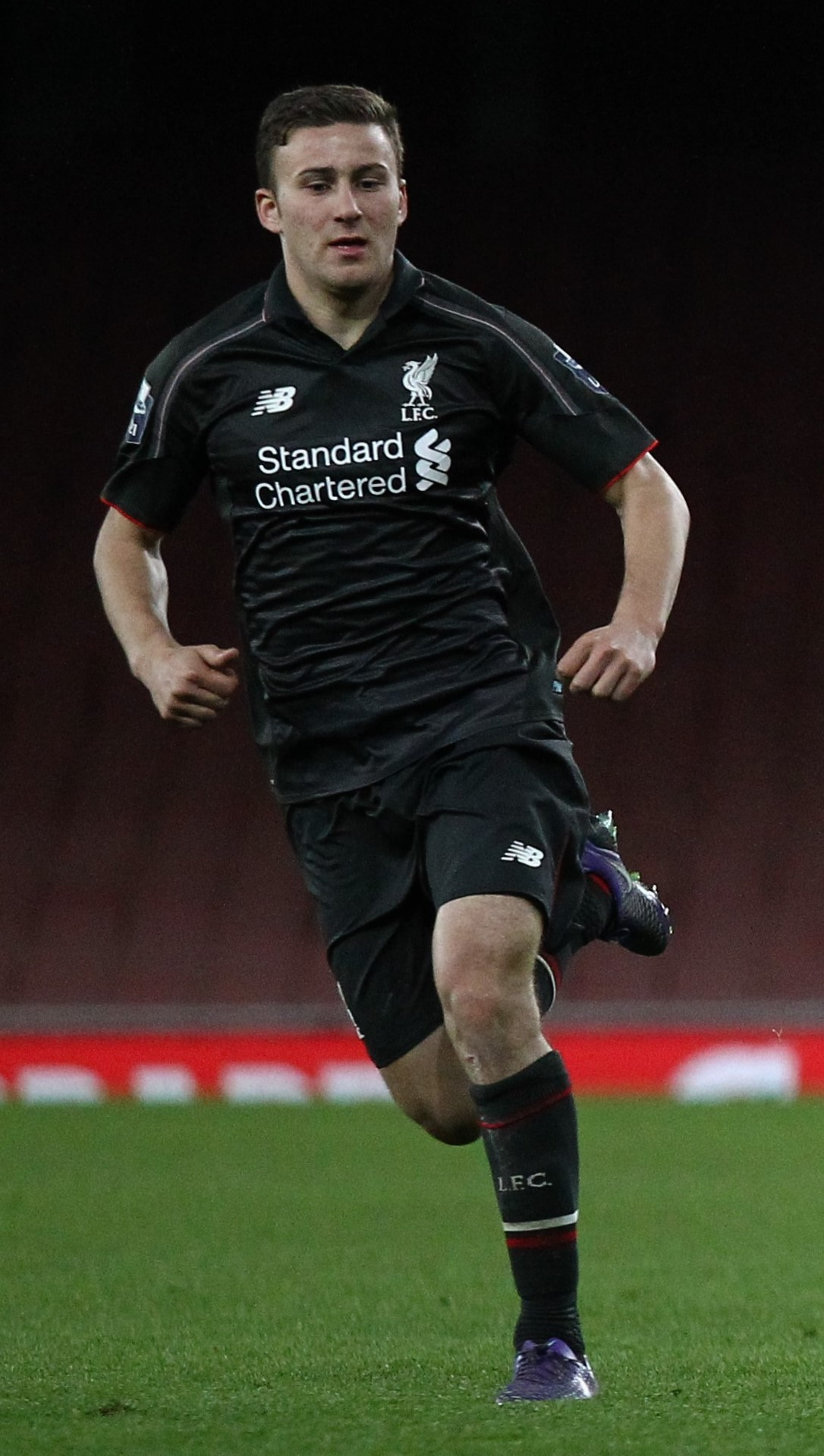
کین در لباس لیورپول در سال ۲۰۱۶

از باشگاه‌هایی که در آن بازی کرده‌است می‌توان به باشگاه فوتبال لیورپول اشاره کرد.
وی همچنین در تیم ملی فوتبال زیر ۱۷ سال انگلستان بازی کرده‌است.